# Eric Decker
(en) Statistiques sur pro-football-reference
Eric Decker (né le 15 mars 1987 à Cold Spring) est un joueur américain de football américain.

## Enfance
Decker étudie à la Rocori High School de Cold Spring où il joue au football, basket-ball et baseball.

## Carrière

### Université

#### Football américain
Lors de la saison 2008, il reçoit quatre-vingt-quatre passes pour 1074 yards et sept touchdowns. Il se blesse lors de cette saison et rate quelques matchs. Lors des trois premiers matchs de la saison 2009, il enregistre une moyenne de 124,8 yards par match. Stewart Mandel, consultant au Sports Illustrated déclare que Decker est le troisième meilleurs wide receiver au niveau universitaire de la saison derrière Dez Bryant et A. J. Green.
Le 27 octobre 2009, Decker annonce qu'il rate le reste de la saison à cause d'une blessure au pied faite contre l'université d'état de l'Ohio.

#### Baseball
Decker est sélectionné au trente-neuvième tour du draft de la Major League Baseball de 2008 par les Brewers de Milwaukee et au vingt-septième tour par les Twins du Minnesota à celui de 2009.

### Professionnel
Eric Decker est sélectionné au troisième tour du draft de la NFL de 2010 par les Broncos de Denver au quatre-vingt-septième choix. Du fait d'une blessure au pied, il rate le camp d'entrainement des Broncos. Il signe un contrat de quatre ans avec la franchise de Denver le 27 juillet 2010. Lors des matchs de pré-saison, Decker domine le classement des rookies à la réception. Il s'illustre notamment aux postes de kick returner et punt returner. Lors du treizième match de la saison contre les Cardinals de l'Arizona, il retourne le coup d'envoi du match et parcourt quatre-vingt-dix-huit yards mais une faute d'un de ses équipiers annule le touchdown. Il conclut sa première saison en NFL avec six réceptions en quatorze matchs joués pour 106 yards et un touchdown.

## Vie privée
Il est marié depuis le 22 juin 2013 à la chanteuse de country Jessie James.
Le couple à quatre enfants, Vivianne Rose Decker, née le 18 mars 2014, Eric Thomas Decker II, né le 3 septembre 2015, Forrest Bradley Decker, né le 31 mars 2018 et Denver Calloway Decker né le 9 février 2024.